# Tormund Giantsbane
Tormund Giantsbane é uma personagem fictícia  da série de livros de fantasia A Song of Ice and Fire, do escritor norte-americano George R. R. Martin, e de sua adaptação televisiva Game of Thrones. Um Selvagem do Norte do continente de Westeros, assume a liderança de seu povo depois da morte do antigo líder. Ele aparece em dois livros da série, A Storm of Swords (2000) e A Dance with Dragons (2011). Sem ser um narrador nos livros, seus atos são testemunhados e interpretados através dos olhos de outras pessoas, em especial Jon Snow. Na série de televisão, ele é interpretado pelo ator norueguês Kristofer Hivju.

## Perfil
Tormund é um guerreiro e líder dos Selvagens, povo que vive no extremo norte de Westeros, Além da Muralha, e que se denominam como Homens Livres. Ele segue e respeita a liderança de Mance Rayder, de quem é um dos principais lugar-tenentes, como o Rei-Além-da-Muralha, e acredita que ele seja o homem a liderá-los durante a Longa Noite. Mas, com o passar do tempo e com Rayder executado por ordens de Stannis Baratheon, ele assume a liderança do restante de seu povo e passa a crer que o "Guerreiro Prometido" é seu antigo-inimigo-agora-amigo Jon Snow. Um guerreiro com capacidade de liderança e lutador feroz e perigoso, ele demonstra suas habilidades quando mata vários patrulheiros da Muralha, dominando inclusive o mestre de armas Alliser Thorne num combate mano a mano, durante a Batalha de Castle Black. Ele se gaba de ter feito sexo com um urso fêmea, a quem chama de Sheila e pelo qual é chamado jocosamente de Marido-de-Ursos. Ygritte debocha e insiste que todo mundo sabe que ele apenas inventou essa história. Ele tem quatro filhos, Toregg, Torwyrd, Dryn, Dormund, e uma filha, Munda.
Sobre a personagem, fala seu intérprete, Kristofer Hivju: "O objetivo de Tormund sempre foi encontrar segurança para o seu povo. No início, a grande ameaça eram os Caminhantes Brancos mas agora as ameaças vem de todo lado. Os Selvagens nunca foram populares em lugar nenhum, então Tormund e seu povo estão sempre indo de um lugar para outro pior."

## Biografia

### Série literária

#### A Storm of Swords
Quando Jon Snow é capturado pelos Selvagens, ele está entre os demais guerreiros na tenda de Rayder quando Jon é levado até ela. Inicialmente confundido como o líder do grupo, é perante ele que Jon se ajoelha no interior da tenda. Tormund se diverte, porém as suspeitas de Mance sobre Jon o deixam cauteloso. É ele quem mostra os gigantes para Jon. Quando Stanis Baratheon ataca os Selvagens, ele lidera uma linha tripla de lanceiros mas a linha é quebrada com um ataque de cavalaria pelos flancos e os Selvagens são derrotados. Após a batalha, é ele que reúne os Selvagens sobreviventes e dispersos. Com a posterior morte de Mance, ele se torna o líder dos Selvagens remanescentes.

#### A Dance with Dragons
Jon faz uma oferta de paz a Tormund, que é aceita depois de muita relutância pelos Selvagens, forçados por causa das perdas sofridas para Os Outros, incluindo a escassez de alimentos. Pelo trato, os Selvagens precisam entregar seus pertences e seus objetos de valor para a Patrulha da Noite, o que é considerado por Tormund como um "preço de sangue". Ele é o primeiro selvagem a entregar suas riquezas, especialmente seus braceletes de ouro que o acompanham por toda a vida. Jon diz que isso não é necessário pois faz parte dele, mas Tormund insiste dizendo que não pode dizer a seus homens que entreguem seus tesouros sem ele entregar os seus. Além disso, foram entregues cem homens em idade de lutar, filhos dos chefes selvagens. Com a paz feita, os Selvagens são encarregados de defender fortificações abandonadas da Muralha, para ajudar os patrulheiros na defesa do Reino contra Os Outros e Tormund se torna o capitão de um destes castelos; fica também acordado que os não-guerreiros entre o povo selvagem irão se estabelecer em terras de Westeros ao sul da Muralha.

### Série de televisão
O ator norueguês Kristofer Hivju recebeu críticas positivas por sua atuação como Tormund Giantsbane na série de televisão. Ele e o resto do elenco foram nomeados para o Screen Actors Guild Awards de Melhor Desempenho por um Conjunto em uma Série Dramática em 2014.

#### 3ª temporada (2013)
Quando Jon Snow chega capturado no campo dos Selvagens, ele inicialmente confunde Tormund com  Mance Rayder, para divertimento do primeiro. Mance designa Tormund para liderar um grupo de selvagens, incluindo Jon e Ygritte, até a Muralha, esperando um sinal dele para atacar a Patrulha da Noite.

#### 4ª temporada (2014)
Após se juntar ao clã selvagem dos canibais carecas Thenns, Tormund lidera os Selvagens num assalto violento às terras ao sul da Muralha, incluindo o saque de Mole's Town. Durante a Batalha de Castle Black ele mata vários patrulheiros e fere gravemente Ser Alliser Thorne mas acaba derrubado por várias flechas e feito prisioneiro. Após suas feridas serem curadas por  Meistre Amon, Jon chega perto dele e Tormund lhe diz que Ygrette o amava, citando a tentativa dela de matá-lo como prova; ele pede a Jon que enterre Ygritte ao norte da Muralha.

#### 5ª temporada (2015)
Tormund assiste à execução de Mance Rayder e fica extremamente triste com a morte do amigo, mas Jon abrevia o sofrimento da Mance, queimando na fogueira, disparando uma flecha em seu coração. Ele é depois libertado por Jon Snow e o acompanha até Hardhome, onde tenta convencer os selvagens locais a se juntarem aos patrulheiros no combate ao inimigo comum. Um dos chefes selvagens,  O Senhor dos Ossos, o confronta chamando-o de traidor e debochando de sua amizade com Jon Snow e Tormund o mata a pauladas. Quando a vila selvagem é atacada pelos Caminhantes Brancos, ele luta ferozmente contra os mortos-vivos e escapa para os barcos com Jon e mais alguns homens enquanto o resto da população é trucidada. Depois da luta, ele atravessa a Muralha para dentro dos Sete Reinos com Jon e alguns selvagens sobreviventes. 

#### 6ª temporada (2016)
Após o assassinato de Jon por Alliser Thorne e seus patrulheiros amotinados, Tormmund e os Selvagens são convocados por  Eddie Tollett para ajudar a capturá-los. Jon ressuscita graças às feitiçarias da sacerdotisa vermelha Melisandre e Tormund diz que alguns selvagens acreditam que ele é um deus. Dias depois, a meia-irmã de Jon, Sansa Stark, chega a Castle Black fugida de Winterfell e de seu sádico marido Ramsay Bolton, escoltada por Brienne de Tarth. Tormund fica atraído por Brienne, o que ela acha incômodo. Após Ramsay enviar uma carta a Jon ameaçando exterminar os Stark e os Selvagens se Sansa não lhe for devolvida, Tormund acompanha Jon e Sansa em reunir homens para atacar os Bolton em Winterfell, convencendo os demais selvagens a acompanharem Jon em troca do apoio dado a eles. Tormund participa da Batalha de Winterfell matando Lorde Smalljon Umber.

#### 7ª temporada (2017)
Tormund e os Selvagens são enviados por Jon para reforçar o forte de  Eastwatch-by-the-Sea , um dos fortes ao longo da Muralha e o mais perto da vila de Hardhome de onde eles vieram. Jon chega a Eastwatch-by-the-Sea com Davos Seaworth, Jorah Mormont e Gendry, o filho bastardo do rei Robert Baratheon que se juntou a eles, com a missão de tentar capturar um morto-vivo Além da Muralha para enviá-lo a Porto Real e fazer a rainha dos Sete Reinos, Cersei Lannister, acreditar que a ameaça contra todos os humanos é real. Tormund e seus homens aprisionaram Sandor Clegane,  Beric Dondarrion e outros homens da Irmandade sem Bandeiras nas celas do castelo. Os homens concordam que estão todos do mesmo lado; Sandor e os outros são libertados e Tormund acompanha todo o grupo na missão Além da Muralha. [carece de fontes?]
Na expedição, um dos mortos-vivos é capturado pelo grupo. Tormund e os demais são então atacados por um exército de mortos-vivos e Jon envia Gendry de volta à Muralha para pedir ajuda e enviar uma mensagem por corvo para Daenerys Targaryen em Pedra do Dragão. Depois de um primeiro combate, Tormund e os outros ficam encurralados no meio de um lago congelado. A princípio o lago impede o ataque das almas penadas porque apenas o centro dele, onde eles estão, é sólido, e os Caminhantes afundam quando tentam alcançá-lo. Quando horas depois o lago volta a congelar, os mortos-vivos voltam a atacar; Tormund é salvo por Sandor Clegane de ser puxado para dentro do lago gelado por criaturas que o derrubaram.  Quando parece que todos os humanos serão aniquilados, Daenerys aparece com seus dragões que lançam jorros de fogo sobre os atacantes queimando centenas delas e contendo o ataque. O Rei da Noite atira uma lança de gelo num deles,  Viserion, e o mata, mas Tormund e o restante do grupo conseguem escapar junto com Daenerys voando para fora dali com o dragão sobrevivente, Drogon. De volta a Eastwatch-by-the-Sea onde montam guarda no forte, Tormund e seus homens veem apavorados a chegada do enorme exército de mortos-vivos à Muralha e todos procuram fugir quando ela começa a ser derrubada pelos jatos de fogo azul lançados por Viserion, agora uma dragão morto-vivo, montado e comandado pelo Rei da Noite, e as criaturas começam sua travessia para o sul através do espaço aberto. 

#### 8ª temporada (2019)
Tormund sobrevive ao ataque dos Caminhantes à Muralha e vaga pelo Norte junto com  Beric Dondarrion e um pequeno grupo de sobreviventes. Nas ruínas de um castelo destruído, por onde o exército de mortos-vivos já passou, eles topam com outros sobreviventes da Patrulha da Noite, liderados por Eddie Tollett, e os dois grupos continuam a exploração do lugar. Num grande salão abandonado e arrasado, eles encontram um menino pregado na parede – o herdeiro dos Umber, que Jon tinha mandado ao Norte para trazer seus homens para ajudar em Winterfell – morto e dentro de uma das infames espirais do Rei da Noite. Enquanto eles conversam sobre a situação, o menino morto abre os olhos e começa a gritar, sendo queimado pela espada de fogo de Beric. Ele chega a Winterfell com Beric e Eddie Tollett e são efusivamente recebidos por Jon. Thormund diz ao amigo que todos que não conseguiram chegar ali já fazem parte do exército de mortos-vivos como os membros da Casa Umber. Depois ele procura Brienne e começa a novamente cortejá-la. Numa reunião noturna antes da batalha, num salão esquentado por uma lareira e onde se encontram Brienne e vários homens conversando,  ele quer saber porque ela não é uma Sor e apenas uma Lady. Ele aplaude e comemora quando Jaime Lannister resolve sagrar Brienne como Cavaleira dos Sete Reinos. Ele luta bravamente durante a batalha contra os mortos-vivos e sobrevive à batalha apesar do massacre contra os seus guerreiros.
Tormund é um dos mais animados no banquete que se segue à vitória, bebendo e provocando a todos. Também saúda a Jon, deixando claro que o seguiu por sua coragem e a capacidade de fazer de inimigos, amigos, e ser até morto – depois ressuscitado – por isto. Ele tenta mais uma vez se aproximar de Brienne mas é impedido por Jaime e acalmado por Tyrion. Desiludido e bêbado, ele reclama de ser destratado e acaba a noite com uma das criadas do castelo. No dia seguinte, diz a Jon que as mulheres de Winterfell não gostam dele, que voltará com os Selvagens para o Norte, nas Muralhas e Além onde é seu lugar e de seu povo, e se despede do amigo. Lá, tempos depois, ele recebe Jon Snow, desterrado para o Norte como punição por ter matado Daenerys Targaryen e com ele e seu povo Selvagem atravessa os portões de Castle Black deixando a Muralha para trás, em direção ao extremo norte e às terras do Inverno Perpétuo.